# Maëlle Rickerová
Maëlle Rickerová (* 2. listopadu 1978 North Vancouver) je kanadská snowboardistka závodící ve snowboardcrossu a U rampě, olympijská vítězka z roku 2010 ve Vancouveru v Soči. Je dvojnásobnou mistryní světa ve snowboardcrossu, dvojnásobnou vítězkou X Games, selkem byla 41krát na stupních vítězů ve světovém poháru, a 16krát vyhrála závod světového poháru.

## Kariéra
Rickerová debutovala ve světovém poháru ve snowboardingu v sezóně 1996/1997, a dvakrát se v první sezoně umístila na stupních vítězů. V roce 1998 v Naganu byla při premiéře snowboardingu na Olympijských hrách. Obsadila 5. místo na U rampě. Zimní olympijské hry 2002 musela vynechat pro zranění kolene. V roce 2006 na olympiádě v Turíně obsadila 23. místo na U rampě, a byla 4. ve snowboardingu. V tomto finále snowboardcrossu měla těžký pád, utrpěla otřes mozku a pohmožděniny. Dne 16. února 2010 vyhrála soutěž snowboardcrossu na Zimních olympijských hrách 2010 v Soči. Získala tak první zlatou olympijskou medaili.